# Jacqueline (1959)
Jacqueline ist eine deutsche Filmkomödie aus dem Jahre 1959 von Wolfgang Liebeneiner mit Johanna von Koczian in der Titelrolle und Walther Reyer, Götz George und Hans Söhnker in weiteren Hauptrollen.

## Handlung
Titelheldin Jacqueline arbeitet als junge Schlagersängerin in der Schwabinger Kneipe „Bunte Kuh“. In ihrem Beruf wie auch bei der Männerwelt hat die hübsche junge Frau einigen Erfolg. Darauf, dass ihr nichts geschieht, achtet der junge, handfeste Gustav, ein herzensguter, junger Boxer, der notorisch pleite ist. Eines Tages lernt Jacqueline einen anderen Mann kennen, den sie von Anbeginn faszinierend findet. Er heißt Caesar Meyer und ist Vertreter für Bohnerwachs – behauptet er zumindest – und angeblicher Hobbyautor. In Wahrheit handelt es sich aber bei ihm um einen gewissen Paul Büttner, seines Zeichens ein erfolgreicher und längst arrivierter Bühnenschriftsteller. Paul hat vor allem deshalb ein Auge auf die hübsche junge Frau geworfen, weil er sie als Inspiration für ein neues Lustspiel benötigt. Deshalb gaukelt der Autor, ansonsten als notorischer Frauenheld verschrien, Jacqueline Interesse vor, weshalb selbst Theaterdirektor Zander ihn davor warnt, mit der fröhlichen Sängerin kein falsches Spiel zu spielen.
Doch Büttner lässt sich zunächst nicht beirren. Die allzu arglose Jacqueline, die noch immer an die Geschichte vom (wenig erfolgreichen) Bohnerwachsvertreter mit Schriftsteller-Ambitionen glaubt, will Caesar aus der Patsche helfen und übergibt daher das vom „Hobbyautor“ Meyer verfasste Buch kurzerhand an Direktor Zander zur Verwendung weiter. Dem wird nun die Sache zu bunt, will das Lügengebilde niederreißen und klärt daraufhin Jacqueline über den wahren Sachverhalt auf. Die Sängerin ist stinksauer und verpasst dem doppelzüngigen Herzensbrecher kurzerhand eine schallende Backpfeife. Jacqueline wird erst besänftigt, als sie bei der Uraufführung des Büttner-Stückes feststellt, dass sie im Mittelpunkt der Geschichte steht und Büttner ihr ein Liebeslied verfasste. Jetzt erst begreift Jacqueline, dass Paul wirklich etwas an ihr liegt.

## Produktionsnotizen
Jacqueline entstand im Juni und Juli 1959 in München und Wien und wurde am 17. September 1959 im Münchner Luitpold-Kino uraufgeführt.
Die Filmbauten entwarf Werner Schlichting. Franz Hofer diente als einfacher Kameramann unter Chefkameramann Günther Senftleben. Der 21-jährige Kai Borsche sammelte hier als Kameravolontär seine ersten Filmerfahrungen.
Götz George erhielt für seine schauspielerische Leistung den Kritikerpreis sowie das Filmband in Silber.

## Kritiken
Paimann’s Filmlisten resümierte: „Also ein kleines Buch mit großer Rolle für Johanna v. Koczian, die dieser, assistiert von ihren Partnern, soviel Persönliches gibt, daß man sich unter geschickter Regie über dramaturgische Klippen hinweg … sehr gut unterhält.“

„Heitere und charmante Inszenierung des bekannten Themas.“